# The Citizen (Południowa Afryka)
The Citizen – anglojęzyczny dziennik wydawany w Republice Południowej Afryki od 1976 roku przez firmę CTP/Caxton.
Pismo było jedynym większym anglojęzycznym tytułem, który popierał politykę rządzącej wówczas Partii Narodowej. Pierwszym redaktorem został Martin Spring. W 1978 roku pismo znalazło się w centrum afery Muldera, kiedy ujawniono, że gazetę sfinansowano z nielegalnie wyprowadzonych środków państwowych. W wyniku skandalu ustąpił ze stanowiska m.in. zamieszany w aferę prezydent Balthazar Johannes Vorster.
Od 1998 roku jest własnością CTP/Caxton.